# Índex de referència de préstecs hipotecaris
L'Índex de Referència de Préstecs Hipotecaris (IRPH) és la mitjana aritmètica simple dels tipus d'interès mitjos ponderats pel capital dels préstecs hipotecaris a més de tres anys que han concedit les entitats financeres regulades pel Banc d'Espanya durant el més natural al que es refereixin. L'IRPH es calcula separadament per als Bancs i les Caixes d'Estalvis, i se n'extreu la mitjana aritmètica.
Cal assenyalar que, d'ençà de la introducció de l'euro, l'IRPH manté una estreta relació amb l'Euribor, ja que en definitiva, ve a ser un càlcul del valor de l'Euribor Hipotecari més la mitjana dels diferencials aplicats. Per això, l'evolució d'ambdós indicadors és necessàriament similar, i només poden divergir en la velocitat a la que s'acomoden al tipus d'interès de referència del Banc Central Europeu.
El juliol 2013 el govern central va decidir suprimir l'IRPH. Els consumidors reprotxen al nou índex que no resol el problema de la discrepància massa gran entre l'índex i l'Euribor i la manca de transparència en el seu càlcul. El govern, sobretot, hauria protegit els interessos dels bancs. L'IRPH ha de tenir un diferencial negatiu perquè és una TAE. Si no s'aplica aquest diferencial negatiu, sempre es situaria per sobre de l'Euribor, fet que causaria un greu perjudici cap al consumidor en benefici de les entitats bancàries.